# 纽约市执法部门
紐約市執法部門（英語：Law Enforcement in New York City）由紐約市眾多的聯邦、州、市及私人執法機關組成，紐約市是美國執法人員最多的城市。

## 現有部門

### 聯邦機關
| - 緝毒局 - 聯邦空警局 - 國防部警隊 - 聯邦調查局 - 美鐵警察局 - 外交安全勤務處 - 菸酒槍炮及爆裂物管理局 | - 聯邦監獄局 - 美聯儲警局 - 聯邦保衛局 - 移民與海關執法局 - 國稅局犯罪調查部 - 國家公園巡邏隊（執法部門） - 史密森尼學會保安辦公室 | - 公園警隊 - 郵政檢查局 - 海岸護衛隊 - 海軍犯罪調查局 - 海關及邊境保衛局 - 陸軍刑事調查司令部 - 魚類及野生動物管理局 | - 特勤局 - 聯邦法警局 - 郵政警察局 - 聯邦法警局紐約東區分局 - 聯邦法警局紐約南區分局 - 緩刑與審前服務辦公室 - 退伍軍人事務部警察局 |

### 州級機關
紐約州政府運營著美國最多的執法機關。雖然紐約州執法部門遍佈整個紐約市，但其許多職能與紐約市市政機關重合。
| - 紐約州檢察官辦公室調查司 - 大都會運輸署警察局 - 大都會橋梁隧道管理局警隊 - 紐約州懲教與社區刑罰部 | - 紐約州法警局 - 紐約州環境保護部警察局 - 紐約州森林巡邏隊 - 紐約州心理健康辦公室警隊 | - 紐約州發育障礙人士辦公室 - 紐約州機動車輛管理部 - 紐約州公園警察局 - 紐約州警察部 | - 紐約州立大學警察局 - 紐約州稅務與財政部 - 犯罪調查司 - 紐約州稅務執法辦公室 |

### 跨州機關
下列機關的工作範圍涵蓋紐約州與新澤西州並在上述兩州均有執法權。
- 紐約與新澤西港務局警察部（英语：Port Authority of New York and New Jersey Police Department）（隸屬於紐約與新澤西港務局）
- 紐約港濱水區委員會警隊（英语：Waterfront Commission of New York Harbor）（隸屬於紐約港濱水區委員會（英语：Waterfront Commission of New York Harbor））

### 公訴部門
在紐約州，每個縣都有一個對應的民選地方檢察官負責起訴那些違反紐約州法律的案件；紐約市的五個行政區分別對應五個縣。同時，紐約市內涉及聯邦法律的案件則由紐約南區聯邦檢察官辦公室或紐約東區聯邦檢察官辦公室負責公訴。
| 檢察官辦公室               | 檢察長          | 轄區                                                                             |
| 聯邦法相關案件             | 聯邦法相關案件  | 聯邦法相關案件                                                                   |
| -------------------------- | --------------- | -------------------------------------------------------------------------------- |
| 紐約南區聯邦檢察官辦公室   | 達米安·威廉姆斯 | 紐約縣、布朗克斯縣、西徹斯特縣、帕特南縣、羅克蘭縣、奧蘭治縣、達奇斯縣、沙利文縣 |
| 紐約東區聯邦檢察官辦公室   | 布里恩·皮斯     | 金斯縣、昆斯縣、里士滿縣、拿騷縣、蘇福克縣                                       |
| 州法相關案件               |                 |                                                                                  |
| 布朗克斯縣地方檢察官辦公室 | 達塞爾·克拉克   | 布朗克斯縣（布朗克斯區）                                                         |
| 金斯縣地方檢察官辦公室     | 艾瑞克·岡薩雷斯 | 金斯縣（布魯克林區）                                                             |
| 紐約縣地方檢察官辦公室     | 白艾榮          | 紐約縣（曼哈頓區）                                                               |
| 昆斯縣地方檢察官辦公室     | 梅琳達·卡茨     | 昆斯縣（皇后區）                                                                 |
| 里士滿縣地方檢察官辦公室   | 邁克爾·麥克馬洪 | 里士滿縣（史泰登島區）                                                           |
| 紐約市特殊毒品檢察官辦公室 | 布里奇特·布倫南 | 布朗克斯縣、金斯縣、紐約縣、昆斯縣、里士滿縣                                     |

## 廢止部門
| 原部門名                   | 結局 |                            | 原部門名                 | 結局 |
| -------------------------- | ---- | -------------------------- | ------------------------ | ---- |
| 中央公園警察局             | 解散 |                            | 法拉盛鎮警察局           | 解散 |
| 美國愛護動物協會人道執法部 | 解散 | 長島市警察局               | 解散                     |      |
| 紐約市公園警察局           | 解散 | 牙買加鎮警察局             | 解散                     |      |
| 紐約跨港鐵路警察局         | 解散 | 長島鐵路警察局             | 合並到大都會運輸署警察局 |      |
| 紐約市電報局               | 解散 | 大都會北方鐵路警察局       | 合並到大都會運輸署警察局 |      |
| 布朗克斯縣安全巡邏隊       | 解散 | 史泰登島鐵路警察局         | 合並到大都會運輸署警察局 |      |
| 金斯布里奇鎮警察局         | 解散 | 紐約市房屋管理局警察處     | 合並到紐約市警察局       |      |
| 摩利薩尼亞鎮警察局         | 解散 | 紐約市教育委員會校園安全司 | 合並到紐約市警察局       |      |
| 西農莊鎮警察局             | 解散 | 紐約市運輸警察局           | 合並到紐約市警察局       |      |
| 布魯克林縣警察局           | 解散 | 布朗克斯縣治安官辦公室     | 合並到紐約市治安官辦公室 |      |
| 布魯克林大橋警察局         | 解散 | 金斯縣治安官辦公室         | 合並到紐約市治安官辦公室 |      |
| 布魯克林鎮警察局           | 解散 | 紐約縣治安官辦公室         | 合並到紐約市治安官辦公室 |      |
| 布什維克鎮警察局           | 解散 | 昆斯縣治安官辦公室         | 合並到紐約市治安官辦公室 |      |
| 夫拉特布什鎮警察局         | 解散 | 里士滿縣治安官辦公室       | 合並到紐約市治安官辦公室 |      |
| 夫拉特蘭斯鎮警察局         | 解散 | 紐約市供水局警隊           | 改制為紐約市環保局警隊   |      |
| 新烏德勒支鎮警察局         | 解散 |                            |                          |      |

### 腳註
1. ↑  針對喬治·古斯塔夫·海伊中心和庫珀·休伊特—史密森尼設計博物館。
2. ↑  具體職責歸到紐約市警察局校園安全處（英语：New York City Police Department School Safety Division）。

### 出典
1. 1 2  . 美國法警.   [2023-11-22]. （原始内容存档于2024-01-21）.
2. ↑  . 紐約州檢察官辦公室.   [2023-11-22]. （原始内容存档于2024-01-05）.

### 文獻
- . 紐約州參議院. 2020-01-10  [2023-11-22]. （原始内容存档于2023-11-28） （英语）.